# (2706) Borovský
(2706) Borovský es un asteroide que forma parte del cinturón de asteroides y fue descubierto por Zdeňka Vávrová desde el Observatorio Kleť, cerca de České Budějovice, República Checa, el 11 de noviembre de 1980.

## Designación y nombre
Borovský fue designado al principio como 1980 VW.
Posteriormente, en 1990, se nombró en honor del escritor checo Karel Havlíček Borovský (1821-1856).

## Características orbitales
Borovský orbita a una distancia media del Sol de 3,019 ua, pudiendo acercarse hasta 2,907 ua y alejarse hasta 3,132 ua. Su excentricidad es 0,03727 y la inclinación orbital 10,85 grados. Emplea 1916 días en completar una órbita alrededor del Sol.

## Características físicas
La magnitud absoluta de Borovský es 11,7.